# Бєлявський Микола Іванович
Микола Іванович Белявський (у нагородному листі — Бєлєвський) (1908–1944) — старший сержант Робітничо-селянської Червоної Армії, учасник німецько-радянської війни, Герой Радянського Союзу (1944).

## Біографія
Микола Бєлявський народився 1908 року в Харкові в робітничій сім'ї. У 1940 році працював теслею на деревообробному заводі в Нижньому Тагілі Свердловської області. У липні 1941 року був призваний на службу в Робітничо-селянську Червону Армію. З жовтня 1942 року — на фронтах Великої Вітчизняної війни.
До березня 1944 гвардії старший сержант Микола Бєлявський командував відділенням 8-ї стрілецької роти 147-го гвардійського стрілецького полку 49-ї гвардійської стрілецької дивізії 28-ї армії 3-го Українського фронту. Відзначився під час боїв за визволення Миколаєва.
12 березня 1944 року Бєлявський першим зі свого взводу форсував Дніпро в районі села Садове Білозерського району Херсонської області Української РСР, де захопив і утримував плацдарм, забезпечивши переправу для інших радянських підрозділів. У ніч із 27 на 28 березня 1944 року під час розвідки боєм під Миколаєвом одним із перших у своєму підрозділі увірвався в місто.
Помер від ран 5 квітня 1944 року. Похований у селі Українка Вітовського району Миколаївської області. Там же встановлено його бюст.
Указом Президії Верховної Ради СРСР від 3 червня 1944 старший сержант Микола Белявський посмертно був удостоєний високого звання Героя Радянського Союзу.
Був також нагороджений медаллю «За відвагу»(20.03.1944).

## Родина
Дружина — Бєлявська Анна Олексіївна.

## Пам'ять
- На будівлі заводу, де працював Бєлявський, встановлена меморіальна дошка.
- На честь Бєлявського названа вулиця в Нижньому Тагілі[1].